# Я получил эту роль
«Я получил эту роль» — пятый альбом группы DDT, вышедший в 1989 году. Первый альбом ленинградского состава группы и первый легально выпущенный альбом группы.
В последующие несколько лет альбом разошёлся небывалым для того времени тиражом в два с половиной миллиона экземпляров.

## Об альбоме
Сами музыканты называли альбом «Greatest Hits» группы на тот момент, потому что в него вошли несколько песен со старых альбомов, заново переписанные в профессиональной студии с музыкантами питерского состава, и четыре новые, питерские, песни Шевчука («Террорист», «Конвейер», «Церковь» и «Революция»).
Шевчук приехал в Ленинград с молодой женой и, как лимитчик, устроился дворником, потом сторожем: «Однажды иду, обдумываю песню „Церковь без крестов“, зазевался и перешёл дорогу на красный свет. Гаишник заметил и потребовал штраф — пять рублей. А у меня как раз пятёрка с собой была. И жить на неё предстояло неделю. Я стал просить: „Старик, отпусти, это мои последние деньги“. А он предложил в участок пройти. В общем, отдал я ему пять рублей и, так как денег не было даже на метро, отправился домой пешком. От Невского до Гражданки. А это часа три ходу».
В качестве сессионных музыкантов в альбоме выступают Муратов, Чернов и Ляпин. Первые двое спустя год стали постоянными участниками группы, а Ляпин — одним из близких друзей ДДТ. Также первый раз помогал в студии Игорь Тихомиров. Хотя записанные им черновые наброски бас-гитары к песне «Поэт» в альбом не вошли, но помогли собрать интересную партию психоделического «блуждающего» баса. Чернова, джазового музыканта, пригласили в студию и показали, где должна быть партия саксофона, играл он свободно. Шевчук сказал: «Слышал „Пинк Флойд“? Ну, вот здесь примерно так же должно звучать…». Чернов тогда понятия не имел, что это такое, но интуитивно сыграл как надо. Песня называлась «Террорист». 
В отличие от других рок-клубовских групп, запись «ДДТ» делал не Андрей Тропилло в студии ЛДМ, а Юрий Морозов на Ленинградской студии грамзаписи. 
Было снято три видеоклипа. Первый — «Конвейер», 1987, режиссёр Пётр Солдатенков. Второй — «Террорист», дипломная работа выпускника ВГИКа, автор неизвестен. Третий — «Я получил эту роль», 1987, режиссёр П. Солдатенков. Фрагмент видео «Ни шагу назад» вошёл в фильм Солдатенкова «Барды покидают дворы, или Игра с неизвестным».
Шевчук: «Наша первая пластмассовая пластинка. Песни, вошедшие в неё — из разных „андеграундных“ альбомов „Свинья на радуге“ 1982 г., „Компромисс“ 1983 г., „Периферия“ 1984 г., „Время“ 1985 г. Короче, этот диск — сборник песен разных времен и народов, наиболее ключевых, дорогих что ли песен. Замечательная девушка Татьяна Маркелова, работавшая тогда на „Мелодии“, спродюсировала, то есть „пробила“ его. Директор тогдашнего ленинградского филиала „Мелодии“ товарищ Голубовский милостиво согласился, но с одним условием: мы полностью отказываемся от авторского гонорара… Эта первая наша „ласточка“ разошлась тиражом более миллиона экземпляров. Поэтому мы прозвали её „Золотой“».
По словам Андрея Бурлаки, группа оплатила не только запись пластинки, но и её производство, фактически, ничего не получив взамен. Стоит заметить, что только лидеру «ДДТ» пришлось отказаться от авторского гонорара. Участвовавшие в записи музыканты получили вознаграждение за работу в размере 40 рублей каждый. Шевчук вспоминал, что видел, как спекулянты торгуют пластинкой «Я получил эту роль» по 10 рублей за штуку. Нормальной считалась цена, не превышающая 2 рубля.

## Детали издания
На территории СССР не было ни одного города, где было бы невозможно купить винил «Я получил эту роль». На лицевой стороне конверта пластинки был размещен логотип группы, на оборотной — традиционная статья о творческой деятельности коллектива. Встречаются пластинки как с белым, так и с красным яблоком, при этом существуют варианты, где логотип «Мелодии», отпечатанный на яблоке диска, сопровождается контуром города. Винил не является раритетом и приобрести его можно практически без особого труда. Также альбом издавался в форматах MC и CD.
На обложке был впервые опубликован логотип ДДТ, принадлежащий перу художника Владимира Дворника, который впоследствии оформил почти все альбомы группы.

## Список композиций
Слова и музыка всех песен — Юрий Шевчук.
| №  | Название          | Длительность |
| -- | ----------------- | ------------ |
| 1. | «Поэт»            | 4:28         |
| 2. | «Мальчики-мажоры» | 4:30         |
| 3. | «Конвейер»        | 3:07         |
| 4. | «Не стреляй!»     | 4:24         |

| №  | Название                                                   | Длительность |
| -- | ---------------------------------------------------------- | ------------ |
| 5. | «Церковь»                                                  | 5:21         |
| 6. | «Террорист»                                                | 4:04         |
| 7. | «Революция» (в конце трека исполняется мелодия Марсельезы) | 4:36         |
| 8. | «Я получил эту роль»                                       | 5:43         |

| №   | Название        | Длительность |
| --- | --------------- | ------------ |
| 9.  | «Хиппаны»       | 3:42         |
| 10. | «Ни шагу назад» | 5:48         |

| №   | Название                                                                      | Длительность |
| --- | ----------------------------------------------------------------------------- | ------------ |
| 11. | «Тусовщик» (Запись с рок-фестиваля на Зимнем стадионе, г. Ленинград, 1988 г.) | 2:50         |

Кассетное издание
Сторона А:
1. Поэт — 4:22
2. Мальчики-мажоры — 4:30
3. Конвейер — 3:03
4. Не стреляй! — 4:23
5. Любер — 3:10
6. Оттепель * — 3:50

Сторона Б:
1. Хиппаны — 3:38
2. Церковь — 5:17
3. Террорист — 4:00
4. Революция — 4:33
5. Я получил эту роль — 5:39

- Песня «Оттепель» впоследствии переименована в «Ленинград»

## Участники записи
- Юрий Шевчук — вокал, гитара (8, 9)
- Андрей Муратов — клавишные (2, 4, 5, 7, 10)
- Никита Зайцев — гитара (2, 4, 6, 9), скрипка (7)
- Андрей Васильев — вокал (6, 7), гитара (3-7, 10)
- Александр Ляпин — гитара (1, 3, 5, 7-9), вокал (3)
- Вадим Курылёв — бас-гитара (1-7, 9, 10), вокал (2, 6, 7, 9, 10), флейта (8)
- Игорь Доценко — ударные (1-7, 9, 10), вокал (2, 6, 7), перкуссия (8)
- Михаил Чернов — саксофон (6, 7, 10)
- Юрий Морозов — вокал (3)

Звукорежиссёры
- Юрий Морозов
- Евгений Мочулов